# تشقاغل (مقاطعة إسلام آباد غرب)
تشقاغل (بالفارسية: چقاگل) هي قرية تقع في قسم حومة الجنوبي الريفي (مقاطعة إسلام آباد غرب) في إيران. يقدر عدد سكانها بـ 455 نسمة بحسب إحصاء 2016.